# Horror in the High Desert
 Horror in the High Desert  (Horror en el Alto Desierto) es una película estadounidense de 2021 escrita, producida y dirigida por Dutch Marich, en el formato de falso documental, y con elementos de metraje encontrado sobre la misteriosa desaparición de un excursionista en la región del Alto Desierto en Nevada.

## Sinopsis
En el verano de 2017, un experimentado entusiasta de las actividades al aire libre desapareció en el norte de Nevada mientras realizaba una excursión en la región conocida como “Alto Desierto” dentro del Desierto de Mojave, en Nevada. Después de una búsqueda extensa, nunca fue localizado. En el tercer aniversario del hecho, amigos y seres queridos recuerdan los eventos que precedieron a su desaparición y, por primera vez, hablan sobre su fatídico destino.

## Argumento
La primera parte del documental se centra en el reporte policíaco de “persona desaparecida” del excursionista aficionado Gary Hinge: Hacia finales de julio de 2017, Gary realizó una excursión hacia un área no especificada en el Desierto de Mojave (Nevada). Su punto de partida era la localidad de Ruth y su objetivo era presuntamente una cabaña a la que se había aproximado en una expedición anterior. Cuando pasaron dos días de su fecha estimada de regreso y no retornó a su domicilio, su compañero de casa Simon Rodgers avisó de la situación a la hermana de Gary, Beverly Hinge, quien a su vez lo notificó a la policía. Había transcurrido más de una semana desde que Gary había sido visto por última vez.
Inicialmente, la policía efectuó una búsqueda tomando como referencia la última localización que dio el GPS del teléfono móvil de Gary. Se involucró a la policía local y estatal, así como a los guardaparques e incluso grupos de voluntarios. Algunos días más tarde, se reportó que la camioneta de Gary había sido hallada, a una distancia de 55 millas (88.5 km) desde su salida en Ruth, Nevada, al final de un camino de tierra, al pie de una pequeña colina. Este hallazgo motivó a los grupos de búsqueda, quienes cubrieron grandes áreas a pie, en helicóptero y con el uso de drones. Ninguno de los grupos pudo encontrar algún rastro o indicio de la localización de Gary. Al pasar varios días más sin novedades, la policía dio por terminada la búsqueda, dado que consideraban que las probabilidades de encontrar a Gary vivo ya eran prácticamente nulas, debido al hecho de que él solía viajar con un mínimo de provisiones, agua y equipo, lo que le dejaba a merced del clima (la época más calurosa del año) y otros peligros, como la fauna local o el hecho de que en la zona existen múltiples fosos de minería abandonados. Con el paso del tiempo, los medios de comunicación dejaron de reportar al respecto. Posteriormente, Beverly contrató a un investigador privado, William 'Bill' Salerno, para que el caso no quedara abandonado. Una reportera de un medio local, Gal Roberts, decidió convencer a su editor de mantenerse al tanto de la noticia, para evitar que cayera en el olvido como un “caso frío”.
Así, la investigación se enfocó entonces en las pistas que pudieran obtenerse de la camioneta, considerada ahora como una escena de crimen. Dos aspectos destacaron; el primero, numerosas huellas digitales que no correspondían con las de Gary Hinge fueron encontradas en toda la camioneta, especialmente en el volante. Además, se encontró un rastro de pisadas de pies descalzos, que tampoco correspondían con las de Gary. Dado que las huellas del desconocido no tenían correspondencia con ninguna base de datos, la policía se encontró en un callejón sin salida. De forma paralela, Bill Salerno empieza a indagar en las redes sociales de Gary y Gal Roberts encuentra un indicio prometedor en el video blog en el que Gary solía publicar sus excursiones y aventuras de supervivencia, bajo el seudónimo de “Scorpion Sam”. El excursionista tenía unos 50,000 seguidores, un hecho desconocido por su familia y gente cercana. Varios de sus lectores creen tener alguna idea sobre el paradero final de Gary, y que la cuestión sobre su destino final podría estar relacionada con algunas de sus publicaciones.
En el penúltimo de los videos publicados, Gary aparece a cuadro desde su casa, narrando una experiencia muy inusual, que le había dejado muy perturbado: En su pasada excursión, llevaba tres días recorriendo una zona desconocida, cuando pudo notar olor a humo. Siguiendo ese rastro, encontró una cabaña de apariencia derruida, como abandonada, pero con humo saliendo de una vieja chimenea. Sin embargo, una sensación de “inminente peligro” le hizo alejarse del lugar y acampar apartado de esa zona. A la mañana siguiente, Gary contaba que encontró un rastro de pisadas de pies descalzos, además, en el trayecto de regreso a su camioneta, sintió que le observaban, e incluso sintió que le venían siguiendo. Esta publicación tuvo muchísimos comentarios, la mayoría negativos, donde los seguidores manifestaban serias dudas acerca de la narración de Gary, cuestionándole por qué no había grabado nada y no presentaba ninguna evidencia; otro gran número de comentarios eran de usuarios exigiéndole que diera las coordenadas del lugar y otra parte de los visitantes de su blog lo retaban a volver. Sintiéndose víctima de ciber-acoso y visiblemente afectado, Gary grabó y subió un último video, explicando que no daría la localización exacta de la cabaña misteriosa, dado que no quería animar a gente sin experiencia a aventurarse en esas regiones del desierto, e informó que volvería al lugar, acompañado de su videocámara y de un arma para su protección.

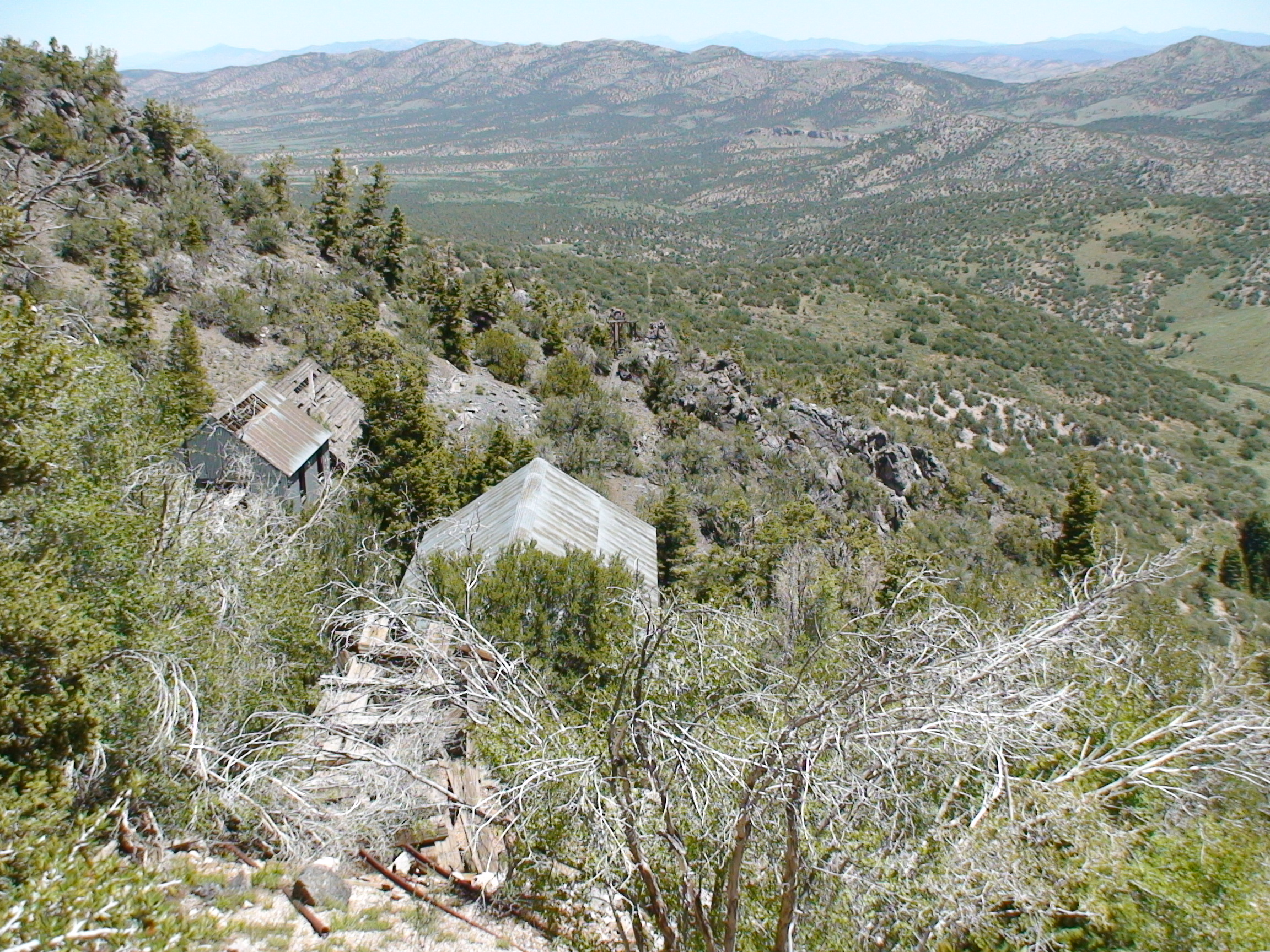
Paisaje del Condado de White Pine.

Varias semanas después de hallada la camioneta y terminadas las acciones de búsqueda y rescate, un grupo de excursionistas en el Condado de White Pine, reportaron que en su campamento había sido dejada una mochila, que resultó ser propiedad de Gary Hinge. Al revisar el contenido de la mochila, aparte de las pertenencias e identificación de Gary, se encontró su mano cortada, aún sujetando su cámara de video. El análisis forense reveló que la mano había sido cercenada de la víctima aún con vida, dentro de un periodo no mayor a cinco semanas. Cuando las autoridades examinaron la tarjeta de memoria insertada en la cámara, se descubre lo que le pasó a Gary en una fatídica noche.
El metraje encontrado revela que Gary sí fue capaz de encontrar el camino de regreso a la cabaña misteriosa; su primera entrada de video la grabó al atardecer, mencionando que llevaba día y medio de camino y estaba seguro de la ruta. Posteriormente, va encontrando diversos marcadores que había dejado de su visita previa. A continuación, las grabaciones siguientes consisten en fragmentos de video grabados todos bajo luz infrarroja, iniciando con Gary hablando muy asustado; comenta que está ya muy cerca de la cabaña y que puede oler humo, como en la vez anterior. De repente, se oyen cánticos que parecen ser de una voz humana, aunque parece distorsionada. Una vez que encuentra la cabaña, Gary confirma que es la misma que vio anteriormente. Mientras filma el exterior de la cabaña, Gary detecta una silueta humana que se mueve hacia él. Con mucho cuidado de no hacer ruido en el suelo rocoso, Gary trata de alejarse del sitio, pero eventualmente es descubierto por un ser de apariencia humana, pero con severas deformidades físicas, que le ataca y la cámara deja de gabar.
Tanto la reportera como el investigador privado especulan qué o quién pudo haber atacado y asesinado a Gary; se menciona que la policía ha hecho público este material con la esperanza de que alguien de la audiencia pueda ofrecer alguna pista adicional, lo que ha desatado una serie de teorías conspirativas que relacionan la desaparición de Gary con cuestiones reales o sobrenaturales tan diversas como el Área 51, pruebas atómicas, rituales de los indígenas locales, grupos satánicos o extraterrestres. Sin embargo, Gal Roberts expresa serias preocupaciones sobre el hecho de que al menos 17 cuentas de redes sociales se han dado a la tarea de realizar expediciones a la zona. Adicionalmente, se comenta que uno de estos grupos ha publicado que han logrado encontrar el rastro de la cabaña y su misterioso ocupante, y que revelarán los resultados de su expedición en 2022.

## Elenco
- Eric Mencis como Gary Hinge, excursionista extremo.
- Tonya Williams-Ogden como Beverly Hinge, hermana de Gary.
- Errol Porter como Simon Rodgers, compañero de casa de Gary.
- David Morales como William 'Bill' Salerno, investigador privado.
- Suziey Block como Gal Roberts, reportera.

## Producción
Debido a que se rodó de forma segura y socialmente distante en el momento álgido de la pandemia de COVID 19, no aparecen dos personajes en pantalla al mismo tiempo y todas las entrevistas del documental se realizaron mediante sesiones de Zoom.

## Recepción
Al ser una producción independiente, la película ha tenido una distribución limitada, principalmente a través de plataformas de video bajo demanda.
El filme tuvo una mención especial, dentro de la categoría de found footage, en la lista de “Las mejores películas de terror de 2021” del portal The Last Journo.
Lexi Heinitz, del portal Looper, comentó que «el tramo final clava la tensión asociada al found footage. Cuando la película pasa de las entrevistas del típico documental de crimen a mostrar finalmente las imágenes recuperadas de la última excursión de Hinge, el tono de crimen real se disuelve rápidamente en el verdadero terror». Jamie Lawler reportó para el sitio de Horror Buzz que «en un género que ha visto una gran afluencia de películas de estilo found footage en los últimos años, es fácil que la mayoría se mezcle en el fondo. El estilo único de falso documental unido al metraje encontrado en “Horror In the High Desert” hace que sea una película memorable que destaca entre sus similares.» Y otorgó una calificación de 7/10. Waylon Jordan del portal iHorror destacó que «hay un momento en toda película de metraje encontrado en el que la realidad da un giro hacia lo terrorífico. Ese momento existe en “Horror in the High Desert”, pero no viene con un gran golpe como suele ocurrir en películas similares. En su lugar, Marich elabora cuidadosamente una historia que se vuelve más inquietante por momentos. Elige una sensación de miedo en lugar de los Susto repentino y el desarrollo de personajes en lugar de una trama inflada».
Por otro lado, Steve Hutchison del sitio Tales of Terror criticó el desarrollo lento de toda la película, dado que la parte del documental absorbe demasiado tiempo del filme sin dar respuestas definitivas, «apoyando casi en nada a la narrativa central» y sólo la parte del material encontrado genera el factor del horror. Calificó el filme con un 1.5/4.

## Secuela
Una secuela, igualmente dirigida por Dutch Marich, se encuentra en desarrollo y será lanzada en 2022.

## Relación con el caso de Kenny Veach
El tema de la película está inspirado en el caso real de la desaparición del excursionista Kenny Veach, quien el 10 de noviembre de 2014 salió en una expedición en busca de una misteriosa cueva que había encontrado en una excursión anterior en el desierto de Nevada, para no ser visto nunca más. Veach habría realizado este recorrido tras ser cuestionado por múltiples visitantes de su canal de Youtube pidiéndole que documentara el hallazgo de una misteriosa cueva con una forma de la letra "M" mayúscula en la entrada donde habría tenido una experiencia extraña: 

La entrada de la cueva tenía forma de "M". Cada vez que encuentro una caverna, me gusta entrar... pero cuando entré allí todo mi cuerpo empezó a vibrar. Mientras más cerca estaba de la boca de esa cueva, más severa se volvía la vibración en todo mi cuerpo. Al final me asusté y me marché de ahí. Fue una de las cosas más raras que jamás me han pasado.

Se inició una extensa búsqueda en varios parajes del desierto, pero sin éxito. Unos días después, el 22 de noviembre, un grupo de búsqueda encontró el teléfono móvil de Kenny en la proximidad de la entrada de una vieja mina abandonada, pero sin ninguna otra evidencia o pista del excursionista.